# Заслужений будівельник Республіки Білорусь
«Заслужений будівельник Республіки Білорусь» — почесне звання.

## Порядок присвоєння
Присвоєння почесних звань Республіки Білорусь здійснює Президент Республіки Білорусь. Рішення щодо присвоєння 
державних нагород оформляються указами Президента Республіки Білорусь. Державні нагороди,в тому числі
почесні звання, вручає Президент Республіки Білорусь або інші службовці за його вказівкою. Присвоєння почесних 
звань РБ відбувається в урочистій атмосфері. Державна нагорода РБ вручається нагородженому особисто. У випадку
присвоєння почесного звання РБ з вручення державної нагороди видається посвідчення.
Особам, удостоєнних почесних звань РБ, вручають нагрудний знак.
Почесне звання «Заслужений будівельник Республіки Білорусь» присвоюється високопрофесіним працівникам будівництва
та будівельної індустрії, які працюють у будівельних, науково-дослідних, проектних, проектно-розвідувальних, монтажних та інших організаціях п'ятнадцять і більше років, за заслуги у творчій діяльності, відпрацювані та
впроваджені прогресивних проектів та технологій, передового досвіду організації, механізації та автоматизації праці, досягнення високої ефективності праці та якості будівельно-монтажних робіт.